# Municipio de Lamar (condado de Yell)
El municipio de Lamar (en inglés: Lamar Township) es un municipio ubicado en el condado de Yell en el estado estadounidense de Arkansas. En el año 2010 tenía una población de 1087 habitantes y una densidad poblacional de 5,12 personas por km².

## Geografía
El municipio de Lamar se encuentra ubicado en las coordenadas 34°58′22″N 93°17′2″O / 34.97278, -93.28389. Según la Oficina del Censo de los Estados Unidos, el municipio tiene una superficie total de 212.47 km², de la cual 203,83 km² corresponden a tierra firme y (4,07 %) 8,64 km² es agua.

## Demografía
Según el censo de 2010, había 1087 personas residiendo en el municipio de Lamar. La densidad de población era de 5,12 hab./km². De los 1087 habitantes, el municipio de Lamar estaba compuesto por el 97,7 % blancos, el 0,55 % eran amerindios, el 0,55 % eran asiáticos, el 0,55 % eran de otras razas y el 0,64 % eran de una mezcla de razas. Del total de la población el 1,56 % eran hispanos o latinos de cualquier raza.